# Кармустин
Кармустин (англ. Carmustine, лат. Carmustinum) — синтетичний лікарський препарат, який за своєю хімічною структурою є похідним нітрозосечовини, та застосовується як внутрішньовенно, так і внутрішньотканинно (безпосередньо в місце знаходження пухлини в тканині головного мозку після оперативного втручання). Кармустин розроблений в лабораторії компанії «Bristol-Myers Squibb».

## Фармакологічні властивості
Кармустин — синтетичний лікарський засіб, який за своєю хімічною структурою є похідним нітрозосечовини. Механізм дії препарату полягає у дії його активних метаболітів на пухлинні клітини шляхом алкілювання, внаслідок чого відбуваються розриви та зшивка ДНК клітин пухлини, що призводить до зупинки мітозу та до втрати можливості реплікації ДНК клітинами пухлин, діє також на білки злоякісних пухлин шляхом їх карбомоїлірування. Наслідком дії препарату є гальмування росту пухлини. Кармустин застосовується як для лікування злоякісних пухлин кровотворних органів — мієломної хвороби, лімфогранулематоза та неходжкінських лімфом, для лікування злоякісних пухлин головного мозку — гліобластоми, гліоми стовбура мозку, медуллобластоми, астроцитоми, епендімоми, а також метастатичного раку мозку, а також злоякісної меланоми. Кармустин зазвичай застосовується внутрішньовенно, але може застосовуватися у вигляді спеціальних полімерних капсул для внутрішньотканинного застосування після оперативного втручання з приводу пухлини мозку. Кармустин має виражений мієло- та цитотоксичний ефект, спричинений наявністю групи хлоретилдіазонію в метаболітах препарату, а також спричинює характерну токсичну дію на легені, зумовлену одним із продуктів розпаду препарату — ізоціанатом.

### Фармакокінетика
Кармустин швидко всмоктується після внутрішньовенного застосування, та швидко метаболізується в печінці до активних метаболітів, та вже за 15 хвилин після введення не визначається в крові. Препарат добре розподіляється в більшості тканин організму, найвищі концентрації кармустину спостерігаються в головному мозку та печінці, найнижчі — у кістковому мозку, нирках та жировій тканині. Кармустин добре проходить через гематоенцефалічний бар'єр, проходить через плацентарний бар'р та виділяється в грудне молоко. Метаболізується препарат у печінці. Виводиться кармустин із організиу переважно із сечею, частково із повітрям, яке видихається, та з фекаліями. Період напіввиведення препарату становить 15—75 хвилин, у осіб похилого віку та у хврих із порушенням функції нирок цей час збільшується.

## Показання до застосування
Кармустин застосовують для лікування мієломної хвороби, лімфогранулематоза та неходжкінських лімфом, для лікування злоякісних пухлин головного мозку — гліобластоми, гліоми стовбура мозку, медуллобластоми, астроцитоми, епендімоми, а також метастатичного раку мозку, а також злоякісної меланоми.

## Побічна дія
При застосуванні кармустину побічні ефекти спостерігаються часто, серед них найчастішими є:
- Алергічні реакції та з боку шкірних покривів — еритема та припікання шкіри в місці контакту з препаратом, свербіж шкіри, алергічні реакції, гіперпігментація шкіри, гарячка.
- З боку травної системи — нудота, блювання, запор, порушення функції печінки.
- З боку нервової системи та органів чуттів — головний біль, запаморочення, нейроретиніт; при застосуванні внутрішньомозкових полімерних капсул — підвищення внутрішньочерепного тиску, субарахноїдальний крововилив, менінгіт.
- З боку дихальної системи — інтерстиційний пневмоніт, інфільтрати легень; у дітей при тривалому лікуванні — гіпоплазія легень, інтерстиційний фіброз легень, часто з летальними наслідками.
- З боку сечостатевої системи — аменорея, азооспермія, гематурія, болючий сечопуск, набряки, ниркова недостатність; при тривалому застосуванні — прогресуюча ниркова недостатність із нефросклерозом.
- З боку серцево-судинної системи — біль у грудній клітці, артеріальна гіпотензія, тахікардія, у високих дозах — аритмія.
- Зміни в лабораторних аналізах — тромбоцитопенія, лейкопенія, анемія, аплазія кісткового мозку, підвищення рівня сечовини і креатиніну в крові, підвищення рівня білірубіну в крові, підвищення рівня активності амінотрансфераз і лужної фосфатази в крові.
- Інші побічні ефекти — сепсис, розвиток вторинних злоякісних пухлин, при застосуванні під час вагітності можливі внутрішньоутробна загибель плода або вади розвитку плода.

## Протипокази
Кармустин протипоказаний при підвищеній чутливості до препарату, вагітності та годуванні грудьми.

## Форми випуску
Кармустин випускається у вигляді ліофілізату для приготування розчину для внутрішньовенних ін'єкцій у флаконах по 100 мг та у вигляді внутрішньомозкових полімерних капсул. Реєстрація кармустину в Україні закінчилась у грудні 2011 року.